# بیسنته ساردینه‌رو
بیسِنته ساردینه‌رو (اسپانیایی: Vicente Sardinero‎؛ ۱۲ ژانویهٔ ۱۹۳۷ – ۹ فوریهٔ ۲۰۰۲) یک خواننده باریتون اپرا اهل اسپانیا بود.

## زندگی‌نامه
او در شهر بارسلون به دنیا آمد و نخستین اجرای حرفه‌ای‌اش در سال ۱۹۶۴ میلادی در «سالن بزرگ نمایش و اپرای لوسئو» در بارسلون، در نقش «اسکامیلو» در اپرای کارمن اثرِ ژرژ بیزه بود. سپس در سال ۱۹۶۷ میلادی در تالار مشهور «لا اسکالا» در میلان، در نقش «انریکو» در اپرای لوچیا دی لامرمور اثرِ «گائتانو دونیزتی» ظاهر شد. در سال ۱۹۶۸ میلادی در «تالار اپرای نیویورک» حضور یافت و در اپراهای «آرایشگر شهر سویل» (جواکینو روسینی) و «دلقک‌ها» (روجرو لئونکاوالو) هنرنمایی کرد و چند سال بعد، در تالار اپرای متروپولیتن نیویورک نقشِ «مارچلو» را در اپرای «لا بوهم» اثرِ جاکومو پوچینی ایفا نمود.
وی که در کشورهای مختلف و در نقش‌های گوناگونی در اپرا هنرنمایی کرده بود، سرانجام در سن ۶۵ سالگی، در روستای «بیافرانکا دِل کاستی‌یو» در نزدیکی شهر مادرید درگذشت.